# Скотт Ґустафсон
Скотт Ґустафсон (англ. Scott Gustafson) — американський ілюстратор із Чикаго, Іллінойс, США. Його кар'єра охоплює понад двадцять п'ять років, і протягом неї він працював незалежним художником-мультиплікатором і створював ілюстрації для різних журналів і дитячих книжок. Протягом останніх років своєї кар'єри він хотів написати історію, довшу за тридцять дві сторінки дитячої книжки. У серпні 2011 року вийшов його єдиний роман «Едді: втрачена юність Едгара Аллана По».
Його художній стиль натхненний золотою добою американської ілюстрації. Завдяки цьому його роботи мають казковий вигляд, а на багатьох його ілюстраціях зображені фантастичні та біблійні персонажі та місця дії.

## Особисте життя
Ґустафсон народився і виріс у Маренго, штат Іллінойс. З дитинства він любив малювати і мріяв стати художником. У середній школі його надихнули на кар'єру в анімації роботи Волта Діснея та Warner Brothers.
Він відвідував коледж Чиказької академії образотворчих мистецтв. Перебуваючи на навчанні, Скотт зосередився на уроках анімації та відвідав лише один урок ілюстрації. Школа пережила внутрішні негаразди і була змушена закритися. Це змусило Ґустафсона перейти до Колумбійського коледжу в Чикаго. Він продовжував займатися анімацією, але коли відвідав курс ілюстрації дитячих книг, почав роздумувати над кар'єрою в автора ілюстрацій дитячих книг.
Ґустафсон одружений, має сина. Він працює вдома зі своєю дружиною Петті. Вона займається комп'ютерними та цифровими аспектами їхнього бізнесу, а він працює у своїй студії. У зв'язку з цим він заявив, що не володіє комп'ютером.
В інтерв'ю «Insights from Illinois Authors» Ґустафсон заявив, що спочатку використовував для своїх робіт гуаш, акрил і акварель. Однак він здебільшого покладався на акрил, оскільки він швидко висихав, що дозволяло йому дотримуватись термінів. Коли він розпочав роботу над своєю першою книгою про торгівлю «Візит Святого Миколая» Клемента Кларка Мура, через більш м'який дедлайн він почав використовувати олії. Коли він навчився ефективніше використовувати олії та змішувати з ними ліквін, вони стали його улюбленим матеріалом роботи.

## Кар'єра
Ґустафсон закінчив коледж за спеціальністю анімація. Попри це, після коледжу він працював художником-фрілансером, оскільки дізнався, що робота в галузі анімації є більш обмеженою, ніж робота в галузі ілюстрації. Коли його запитали про вибір професії, Ґустафсон сказав: «Можливості анімації, з точки зору тематики та творчого контролю, були не такими цікавими чи корисними, як можливості ілюстрації. Як аніматор, твій внесок у певний фільм за необхідністю обмежується будь-яким персонажем, якого вам призначили. Але як ілюстратор ти відповідаєш за місця, декорації, костюми, реквізит, освітлення та дизайн персонажів, не кажучи вже про загальний настрій та емоції картини. Це про найкращу роботу, яка існує».
У свої ранні роки він ілюстрував невеликі друковані видання в районі Чикаго та журнали. Через деякий час йому зателефонували з Нью-Йорка, і через кілька місяців він працював над версією збірки оповідань «Візит Святого Миколая» Клемента Кларка Мура.
У 1997 році The Greenwich Workshop Collection випустила проєкт «скарби для дитини в кожному з нас». Це колекція тривимірного мистецтва, створена Ґустафсоном.
Ґустафсона замовили різні видавці та компанії, такі як Celestial Seasonings, журнал Playboy, Saturday Evening Post, The Bradford Exchange і DreamWorks.

## Книги
Ґустафсон заявив, що, працюючи над дитячими книгами, він планував оповідання збоку, але ці ідеї не отримали схвалення його редакторів. Потім він зрозумів, що історії, які він хотів розповісти, не підійдуть як коротка книжка з картинками. Тоді він розробив ідею «Едді: втрачена юність Едгара Аллана По» і вирішив спробувати написати довшу історію. Ідея була схвалена, і у 2011 році книга вийшла у світ.
Ґустафсон заявив, що під час написання Animal Orchestra він мав на меті не просто розважати дітей, а й навчати. Його мета з «Едді: Втрачена юність Едгара Аллана По» полягала в тому, щоб познайомити молодих читачів із творчістю Едгара Аллана По в надії, що вони вивчатимуть його твори.
Книги інших авторів, які описують його творчість, включають: «Візит Святого Миколая» Клемента Кларка Мура, «Пітер Пен» Джеймса Баррі та «Лускунчик».
Його власні твори: «Алфавітний суп», «Оркестр тварин», «Класичні казки», «Улюблені потішки з «Матінки Гуски» та «Едді: Втрачена молодість Едгара Аллана По».

## Нагороди
За свою кар'єру Ґустафсон отримав кілька нагород. Він був нагороджений премією Chelsea Award від Асоціації художників наукової фантастики та фентезі та премією Independent Publisher Book Award за найкращу дитячу книжку з картинками. Він також отримав нагороду Chesly Award (2005) за найкраще мистецтво інтер'єру та нагороду CA Illustration Award.